# Magno Alves
Magno Alves de Araújo (Aporá, 13 de janeiro de 1976) é um futebolista brasileiro que atua como atacante. Joga no Atlético Cearense.
Em 2015, aos 39 anos, chegou a ocupar o posto de maior artilheiro do futebol mundial entre os jogadores em atividade. Quando encerrou a carreira pela primeira vez, estava atrás apenas de Cristiano Ronaldo, Lionel Messi, Zlatan Ibrahimović, Robert Lewandowski e Luis Suárez.

## Carreira

### Fluminense
Magno Alves se destacou no Criciúma em 1997, quando foi contratado pelo Fluminense para a disputa do Torneio Rio-São Paulo, sendo uma grata surpresa na turbulenta fase em que o clube se encontrava. Junto com Roni, formou um dos ataques mais rápidos do futebol brasileiro. Sua velocidade e explosão se destacavam.
Na Copa João Havelange (2000) fez ótimas partidas, marcando 20 gols. Na goleada por 6–1 sobre o Santa Cruz, o atacante teve atuação de gala e marcou cinco gols. Foi vice-artilheiro geral da competição e artilheiro entre as equipes do módulo Azul, ao lado de Dill (Goiás) e Romário (Vasco da Gama).
Em 2001 foi novamente o artilheiro do time no Brasileirão, com 11 gols, sendo decisivo nas partidas finais. Ainda em 2001, chegaria à Seleção Brasileira de Futebol, disputando a Copa das Confederações.
Já em 2002 fez 39 gols, marca que durante 20 anos foi a maior artilharia de um jogador do Fluzão em uma mesma temporada no século XXI, sendo batida por Germán Cano (42 gols), em 2022.
Pelo tricolor carioca, ganhou a Copa Rio de 1998, o Brasileirão da Série C de 1999 (vice-artilheiro do time, com cinco gols) e o Estadual de 2002 (fez o último gol da vitória por 3–1 sobre o Americano, na volta da final; 5–1 agregado), tornando-se o décimo maior artilheiro da história do Flu, com 114 gols.

### Futebol asiático
Em 2003 foi contratado pelo sul-coreano Jeonbuk, vencendo a Copa da Coreia do Sul. No ano seguinte, foi para o Oita Trinita, do Japão. Sem mudar de país, transferiu-se para o Gamba Osaka, sendo, em 2006, artilheiro da Liga dos Campeões da AFC (9 tentos) e da J League (26 tentos). No ano seguinte, foi campeão da Copa da Liga Japonesa e da Supercopa do Japão. Nesta última, fez o primeiro hat-trick da história da competição (o jogo findou em 4–0). Na incrível goleada do Osaka por 15–0 sobre o vietnamita Da Nang (2006), Alves marcou sua segunda manita na carreira (cinco gols no mesmo jogo).
No final de 2007, assinou um contrato com o Al-Ittihad, da Arábia Saudita, em que foi campeão do Campeonato Saudita, tendo feito um poker-trick (quatro gols) perante o Al-Nassr (vitória por 4–0). Encerrou sua primeira passagem na Ásia no Umm Salal, em que jogou de 2008 a 2010, quando foi artilheiro da Liga do Catar de 2008–09, tendo feito um poker-trick sobre o Al Ahly (vitória de 4–1), e marcou os dois gols da final da Sheikh Jassim Cup de 2009.[carece de fontes?]

### Ceará
Foi foi anunciado como reforço do Ceará no dia 22 de julho de 2010, chegando para a disputa do Campeonato Brasileiro. Com 21 jogos pelo Vovô na temporada, marcou nove gols na Série A, sendo o artilheiro da equipe, além de um dos principais jogadores do Ceará na competição.

### Atlético Mineiro
No dia 17 de dezembro de 2010, acertou com o Atlético Mineiro. Apesar de ser o artilheiro do time na temporada (18 gols), perdeu espaço na reta final e, no dia 7 de dezembro de 2011, o Galo rescindiu seu contrato. Realizou 10 assistências, sendo o único a fazer um duplo-duplo.

### Retorno à Ásia
No dia 4 de janeiro de 2012, Magno Alves foi anunciado como reforço do Umm-Salal, do Catar.[carece de fontes?]

### Sport
No mês de junho, ficou em conversas para seu retorno ao Ceará. Com a demora, no dia 29 de junho de 2012, acabou sendo anunciado como reforço do Sport.

### Retorno ao Ceará
No dia 13 de setembro de 2012, Magno Alves acertou a sua volta ao Ceará.
No dia 3 de fevereiro de 2013, diante do Itabaiana, Magno Alves marcou dois gols, em partida que o Ceará venceu por 3–0. No dia 2 de fevereiro de 2014, contra o Treze, Magno Alves completou 100 jogos pela camisa do Ceará, com 48 gols marcados.
No dia 31 de maio de 2014 no empate contra o Sampaio Corrêa, Magno Alves fez o gol de número 400 da sua carreira. Foi vice-campeão e artilheiro da Copa do Nordeste de 2014, com oito gols.
Foi campeão da Copa do Nordeste de 2015, sendo vice-artilheiro da competição e artilheiro do time, com cinco gols. "O ano de 2015 é memorável, é eterno, a Copa do Nordeste. Desde a saída, a concentração, ver o estádio lotado. Foi o primeiro título, hoje nós já somos bicampeões. Aquele momento da Copa do Nordeste é inesquecível", afirmou em 2022. Além da copa regional, foi bicampeão do Cearense: 2013 e 2014 (venceu também uma edição amistosa da Copa dos Campeões Cearenses, em 2014).

### Retorno ao Fluminense
Em maio de 2015, Magno Alves acertou seu retorno ao Fluminense até o fim de 2016. No clube, Magno tinha atuado de 1998 a 2002, quando marcou 114 gols em 265 jogos. Magno escolheu a camisa 20, uma homenagem ao Casal 20, que era formado pelos falecidos Assis e Washington.
| “ | É com imensa gratidão e felicidade que retorno. Muito feliz mesmo. Foram 13 anos, estou com muita saudade. Mesmo com essa surpresa, por ser um jogador de 39 anos, mas vou fazer o meu melhor para ajudar. Espero contribuir no Fluminense. | ” |

Marcou seu primeiro gol em seu retorno, no jogo contra o Paysandu, pela Copa do Brasil. Com esse gol, o primeiro após retornar ao clube, se tornou o jogador mais velho a marcar pelo Fluminense. Em 2 de março de 2016, tornou-se o jogador mais velho a atuar pelo Fluzão, e em 10 de abril, em jogo contra o Volta Redonda, pelo Carioca, retornou ao top 10 de maiores artilheiros do tricolor, também completando 300 jogos com a camisa do mesmo. Foi campeão da Primeira Liga de 2016. Somando com sua passagem anterior, fez 331 jogos e 124 gols pelo clube.

### Ceará (terceira passagem)
No dia 22 de dezembro de 2016, o Ceará anunciou o retorno do atacante ao clube.[carece de fontes?]
Seu primeiro gol na volta ao Vozão foi no dia 4 de fevereiro de 2017, contra o Ferroviário, em jogo válido pelo Campeonato Cearense.[carece de fontes?]
No dia 19 de março, contra o Uniclinic, Magnata marcou dois gols na vitória do Alvinegro por 3–1, e chegou ao gol de número 98 pelo Ceará. No outro jogo contra o Uniclinic, pelo Campeonato Cearense, Magnata marcou dois gols na vitória do Ceará por 4–1 e chegou ao gol de número 100º pelo Vozão. Nesse ano o jogador foi campeão cearense pela terceira vez.[carece de fontes?]

### Grêmio Novorizontino
Após não renovar com o Ceará, Magno Alves acertou com o Novorizontino, para disputar o Paulistão 2018.

### Tubarão
Em 18 de abril de 2018, o Tubarão anunciou a contratação do jogador para a disputa do Campeonato Brasileiro da Série D daquele ano e do Campeonato Catarinense 2019, sendo ele o principal nome do elenco.
No dia 28 de junho de 2018, Magno Alves teve seu contrato rescindido com o Tubarão.[carece de fontes?]

### Floresta
Em agosto de 2018, Magno Alves foi confirmado como novo reforço do Floresta, após ficar treinando sem contrato por alguns meses.

### Últimos anos
No dia 10 de dezembro de 2019, Magno Alves foi anunciado como novo reforço do Atlético de Alagoinhas. Jogou ainda pelo Barcelona de Ilhéus e Caucaia, entre 2020 e 2021.[carece de fontes?]

### Aposentadoria
Em julho de 2022, aos 46 anos, o jogador anunciou oficialmente a sua aposentadoria.

### Retorno aos gramados
Magno Alves deixou a aposentadoria em fevereiro de 2025, aos 49 anos, e foi anunciado como reforço do Atlético Cearense, da segunda divisão do Ceará.

## Seleção Brasileira
Jogou três vezes pela Seleção Brasileira na Copa das Confederações FIFA de 2001, contra Canadá (0–0, segunda rodada), Japão (0–0, terceira rodada) e Austrália (derrota de 1–0, disputa pelo terceiro lugar). Entrou como reserva e jogou cerca de 25 e 10 minutos, respectivamente, nos dois primeiros, sendo titular disputando todo o jogo no último.[carece de fontes?]

## Biografia
Magno Alves – O menino de Aporá que se tornou um dos maiores artilheiros da história (ed. Universo), lançado em 2016, escrito pelo roteirista Gustavo Penna. O prefácio é do ex-jogador Romário.

## Títulos
Fluminense
- Copa Rio: 1998
- Campeonato Brasileiro - Série C: 1999
- Taça Centenário do Fluminense Football Club: 2002
- Campeonato Carioca: 2002
- Primeira Liga: 2016

Jeonbuk
- Copa da Coreia do Sul: 2003[33]

Gamba Osaka
- Copa da Liga Japonesa: 2007
- Supercopa do Japão: 2007[6]

Al-Ittihad
- Campeonato Saudita: 2007

Umm Salal
- Sheikh Jassem Cup: 2009[34]

Ceará
- Campeonato Cearense: 2013, 2014 e 2017
- Copa dos Campeões Cearenses: 2014
- Copa do Nordeste: 2015

### Prêmios individuais
- Bola de Prata da revista Placar: 2000
- K League Best Eleven: 2003
- Prêmio de Melhor Atacante da K League: 2003
- Prêmio J-League Excelente Jogador: 2005 e 2006
- J-League All-Star Soccer Jogador Mais Valioso: 2005
- J League Best Eleven: 2006
- Melhor atacante do Troféu Globo Minas: 2011
- Seleção do Campeonato Cearense: 2013, 2015 e 2017
- Melhor jogador do ano eleito pela imprensa cearense: 2013[35]
- Troféu Craque da galera do Campeonato Cearense: 2013
- Troféu Craque do Campeonato do Campeonato Cearense: 2013
- Seleção da Copa do Nordeste: 2014, 2015
- Prêmio Sima: 2014
- Prêmio Arthur Friedenreich: 2014

### Artilharias
- Campeonato Brasileiro (módulo Azul e fase final): 2000 (20 gols)
- Campeonato Japonês: 2006 (26 gols)
- Liga dos Campeões da AFC: 2006 (9 gols)
- Supercopa do Japão: 2007  (3 gols)
- Liga do Qatar: 2008-2009 (25 gols)
- Copa dos Campeões Cearenses: 2014 (1 gol)
- Copa do Nordeste: 2014 (8 gols)
- Campeonato Brasileiro - Série B: 2014 (18 gols)

### Marcas
- 6º maior artilheiro do Ceará Sporting Club (103 gols)[36]
- 9º maior artilheiro do Fluminense Football Club (124 gols)[37]
- 8º maior artilheiro do Gamba Osaka (52 gols)
- Artilheiro da Arena Castelão (53 gols)[38]
- Artilheiro do Atlético Mineiro na temporada: 2011 (18 gols)[9]
- Artilheiro do Ceará na temporada: 2017 (10 gols)[39]
- Artilheiro do Brasil: 2014 (37 gols)